# Dom sportova Mate Parlov

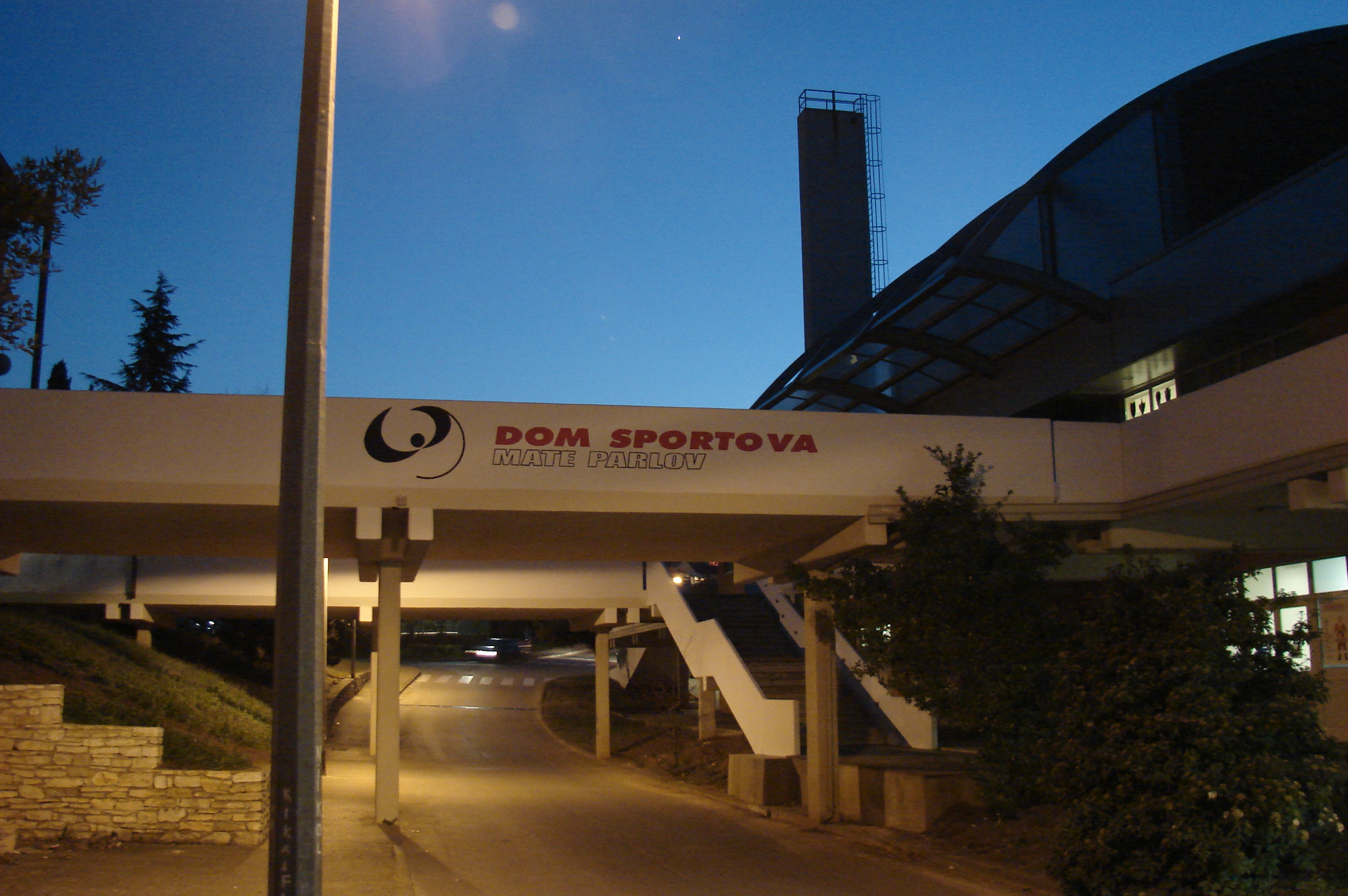
Dom sportova Mate Parlov

Der Dom sportova Mate Parlov (deutsch: Haus des Sports Mate Parlov) ist eine Mehrzweckhalle in der kroatischen Stadt Pula. In ihr finden Sport-, Kultur-, Geschäfts- und Entertainment-Veranstaltungen statt.
Der Komplex wurde im Jahr 1978 erbaut und 2003 grundlegend renoviert. Seit dem Jahr 2008 trägt die Einrichtung den Namen des Boxers Mate Parlov, der bei den Olympischen Sommerspielen 1972 eine Goldmedaille gewonnen hatte.
Die Gesamtfläche des Komplexes beträgt 13.274,90 m², davon entfallen auf die Halle 1.090,20 m². Sie bietet bis zu 2312 Sitzplätze. Weiterhin existieren im Komplex unter anderem eine 411 m² große Halle für Boxen und Judo, eine Tischtennishalle mit einer Fläche von 158,60 m² und ein Mehrzwecksaal von 274,85 m² mit 100 Sitzplätzen. Der Parkplatz neben der Halle mit einer Fläche von 5977,30 m² bietet 234 Plätze.
Die Halle wird hauptsächlich durch die Vereine ŽRK Arena, MRK Arena (beide Handball), OK Pula (Volleyball), BK Pula (Boxen), HK Istarski borac (Ringen), STK Pula (Tischtennis) und KK Uljanik (Kegeln) genutzt. 
Zu den bedeutendsten hier ausgetragenen Wettkämpfen zählen:
- Junioren-Europameisterschaft im Boxen 2004
- Volleyball-Europameisterschaft der Frauen 2005
- Kroatischer Handballpokal
- Spiele im President’s Cup der Handball-Weltmeisterschaft der Männer 2009